# Polysphaeria lepidocarpa
Polysphaeria lepidocarpa är en måreväxtart som beskrevs av Bernard Verdcourt. Polysphaeria lepidocarpa ingår i släktet Polysphaeria och familjen måreväxter. Inga underarter finns listade i Catalogue of Life.